# Индекс автомобильных номеров Нидерландов

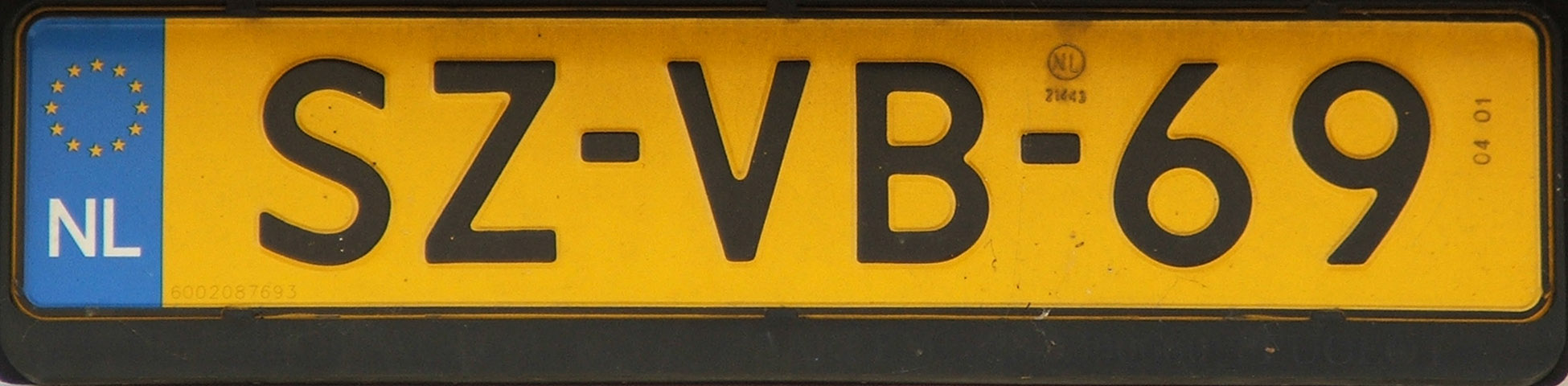
Автомобильные номера Нидерландов

Автомобильные номера Нидерландов являются регистрационными знаками транспортных средств, выданными Управлением транспортных средств Нидерландов. 

## История автомобильных номеров Нидерландов
Нидерланды стали третьей страной в мире после Франции (1893) и Германии (1896), которая начала регистрировать самоходные транспортные средства. Произошло это 26 апреля 1898 - табличка с номером 1 была выдана Дж. Ван Даму, который изготовил на своем собственном автомобильном заводе Groninger Motor-Rijtuigen Fabriek. В отличие от последующих номеров, регистрационный знак остался у владельца. С 1906 года появился новый формат автономеров - Х-DDDDD, где Х - код провинции, а DDDDD - комбинация из цифр. Эта система просуществовала до 1951 года, когда была введена нынешняя система.

## Коды провинций (с 1906 по 1951 годы)

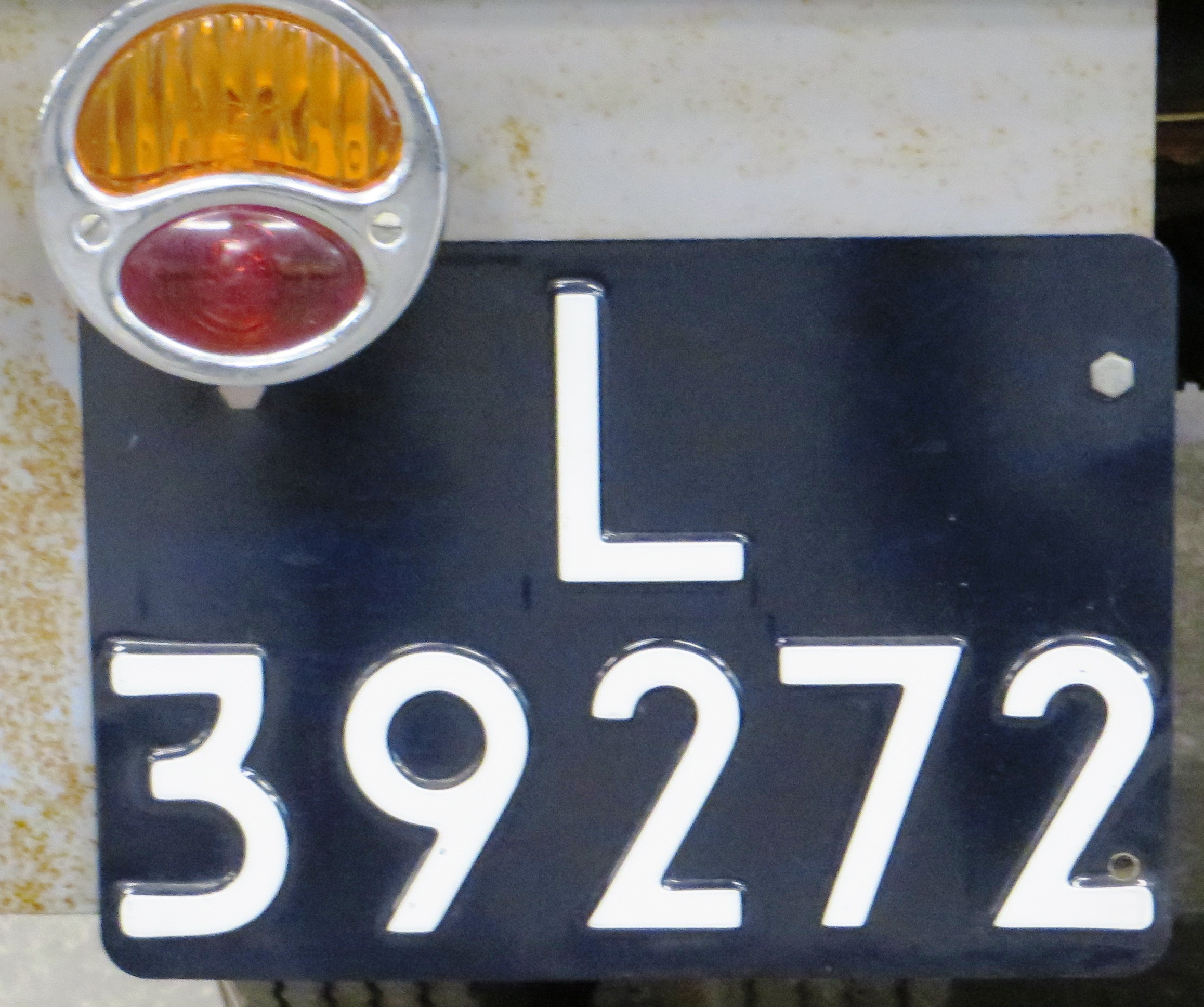
Старые нидерландские автомобильные номера, выпускавшиеся с 1906 по 1951 годы

- A: Гронинген
- B: Фрисландия
- D: Дренте
- E: Оверэйссел
- G, GZ, GX: Северная Голландия
- H, HZ, HX: Южная Голландия
- К: Зеландия
- М: Гелдерланд
- N: Северный Брабант
- L: Утрехт
- P: Лимбург
- R: Заморские районы Нидерландов

## Современный формат
Современный формат голландских автомобильных номеров состоит из черных букв на светоотражающем желтом фоне. В предыдущей серии использовались белые светоотражающие буквы на темно-синем фоне. Однако комбинация символов ББ ББ ЦЦ осталась прежней.
| Год       | Формат | Комбинация символов [прояснить] | Примечания |
| --------- | ------ | ------------------------------- | --- |
| 1951–1965 |        | Комбинация №1                   | |
| 1965–1973 |        | Комбинация №2                   | Начиная с 6 декабря 2016, выдаётся серия ZZ |
| 1973–1978 |        | Комбинация №3                   | В 1976 и 1977 годах номерной знак был синего цвета несколько более светлого тона, а также шрифт несколько отличался от предыдущего. |
| 1978–1991 |        | Комбинация №4                   | Несколько комбинаций было зарезервировано для определенных типов транспортных средств |
| 1991–1999 |        | Комбинация №5                   | |
| 1999–2008 |        | Комбинация №6                   | В отличие от предыдущих форматов номеров, здесь появляется (за исключением серии, начинающихся с 99-DX-XX), новый шрифт, чёрная окантовка и стикер голубого цвета, на котором изображён флаг ЕС и код страны "N". Данная серия в настоящее время используется для выдачи номеров на мотоциклы (начиная с серии 99-MX-XX).   |
| 2006–н.в. |        | Комбинация №7                   | В настоящее время эта серия используется для выдачи номеров на грузовые автомобили (99-BXX-9). |
| 2006–н.в. |        | Комбинация №8                   | Буквенная комбинация может начинаться только на буквы K, S, T, X или Z; выдача серий, начинающихся на букву V для малотоннажных грузовых автомобилей прекращена в силу исчерпанности данных комбинаций, а все остальные буквы зарезервированы для номерных знаков автомобилей, окончательно покидающих пределы Нидерландов. |
| 2006–н.в. |        | Комбинация №9                   | В настоящее время данная серия используется для выдачи номеров на малотоннажные грузовые автомобили (VX-999-X) и с 30 марта 2015 на такси. |
| 2011–2015 |        | Комбинация №10                  | Данная серия в настоящее время выдается на мопеды (начиная с серии D-001-BB и заканчивая F-999-ZZ); также с 14 октября 2016 года выдается на малотоннажные автомобили, зарегистрированные на юридические лица. (V-999-XX).                                                                                                  |
| 2015–н.в. |        | Комбинация №11                  | Данная серия в настоящее время выдаётся на мопеды (Начиная с серии DBB-01-B, и заканчивая FZZ-99-Z. Легковые автомобили G, H и J. Сельскохозяйственные прицепы L, Тракторы T и легкие коммерческие автомобили V |
| 2021–н.в. |        | Комбинация №12                  | Данная серия в настоящее время выдаётся на мопеды (Начиная с серии T/V-01-BBB, и заканчивая T/V-99-ZZZ) Тракторы T и легкие коммерческие автомобили V |
| 2016–н.в. |        | Комбинация №13                  | Данная серия в настоящее время используется на сельскохозяйственной технике, которая в Нидерландах не нуждается в специальных регистрационных знаках. Выдаётся только серия GV, начиная с комбинации 0-GV-001 (в будущем планируется выдача номеров до комбинации 9-GV-999).                                                |
| 2019–н.в. |        | Комбинация №14                  | Данная серия в настоящее время используется на сельскохозяйственной технике, которая в Нидерландах не нуждается в специальных регистрационных знаках. Выдаётся только серия GV, начиная с комбинации 000-GV-1 (в будущем планируется выдача номеров до комбинации 999-GV-9).                                                |

## V-99-XXX
8-1-2024: VZZ-02-Z - VZZ-99-Z, V-01-BBB - V-42-BBB, V-01-DBB - V-23-DBF
Теперь вы можете прочитать это на https://topgear.nl/autonieuws/bbb-kenteken-stopt-rdw/: Лицензия BBB была ошибкой.
«Комбинация BBB не предназначалась для использования, это была ошибка. Чтобы отказаться от этой комбинации, мы сразу перешли на D, потому что она технически самая простая и, следовательно, самая быстрая»...

## GXX-01-X
4-6-2024 Z-671-SB > GBB-01-B https://www.rdw.nl/particulier/nieuws/2024/nieuw-kenteken-voor-personenautos